# 特魯德
46°17′50″N 32°43′39″E / 46.29722°N 32.72750°E
特魯德（烏克蘭語：Труд）是位於烏克蘭南部的村莊，由赫爾松州斯卡多夫斯克區的新米科莱夫卡市镇負責管轄。該村始建於1924年，面積0.54平方公里，海拔高度32米，2001年人口247，人口密度每平方公里457.4人。